# Nicolás de Uríen
Nicolás de Uríen (Abandiano, Biscaia, 8 de setembre de 1869 - 24 de maig de 1909) fou un director d'orquestra i compositor basc.
Als setze anys es traslladà a Madrid, on va viure actuant com a corista del Teatro Real, fins que, animat per Gayarre, decidí seguir els estudis de cant, que més tard deixà per a dedicar-se als de piano i composició. El febrer de 1895 estrenà a Milà l'òpera de la seva composició Una notte nel Deserto, que es representà vint-i-cinc nits consecutives i després es cantà a Torí amb el mateix èxit, estrenant-se, per fi, en el Teatro del Buen Retiro de Madrid la nit del 16 de juliol de 1896 i aconseguint una acollida excel·lent per part del públic i de la critica. Molt apreciat a l'estranger, més que a Espanya, Uríen actuà com a director d'orquestra en importants ciutats estrangeres, fins que el mal estat de la seva salut l'obligà a retirar-se al punt que el va veure néixer, abans de complir els quaranta anys.
A més de les ja citades òperes, s'han de mencionar les titulades El alcalde de Zalamea, El filtro i L'Atlàntida, aquesta última basada en el poema de mossèn Jacint Verdaguer. Entre la resta de les seves composicions hi figuren divers obertures, misses, fantasies, Avemaria, melodies vocals, ballables, etc.